# Papiro 62
O Papiro 62 ({\displaystyle {\mathfrak {P}}}62) é um antigo papiro do Novo Testamento que contém fragmentos do capítulo onze do Evangelho de Mateus (11:25-30).